# Emericella pluriseminata
Emericella pluriseminata är en svampart som beskrevs av Stchigel & Guarro 1997. Emericella pluriseminata ingår i släktet Emericella och familjen Trichocomaceae.   Inga underarter finns listade i Catalogue of Life.